# Шанхайська французька концесія

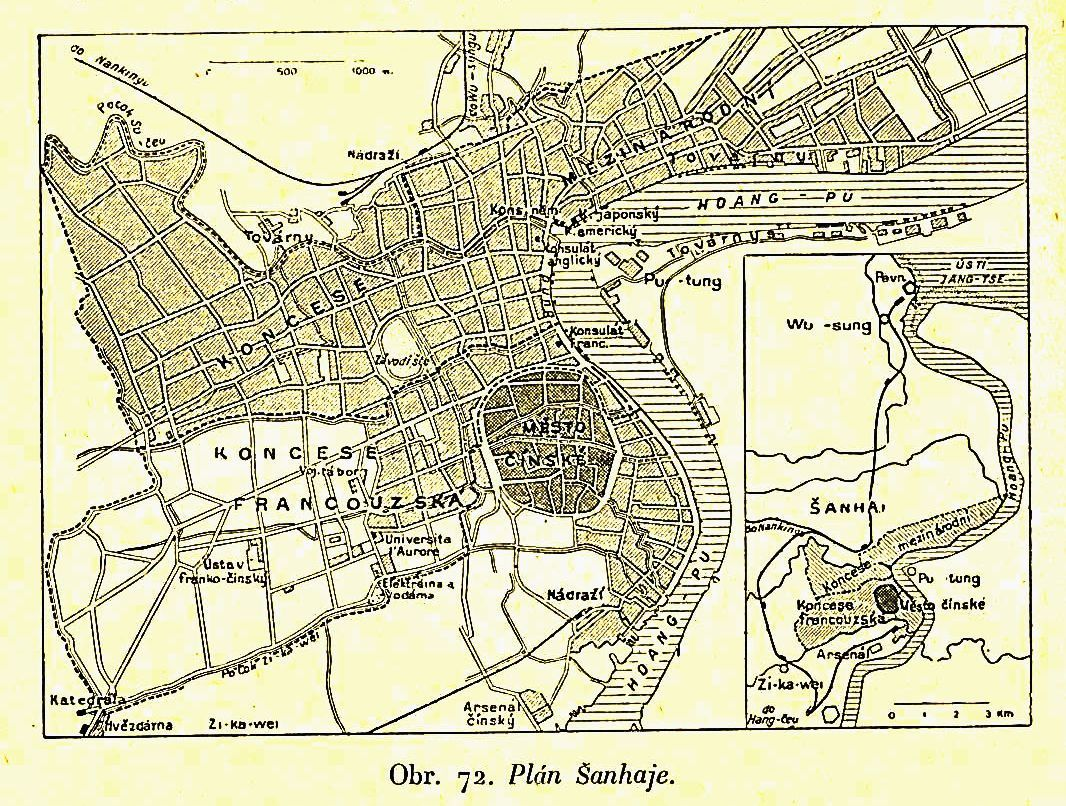
Мапа Шанхаю 1930 року, де показано розташування Французької концесії

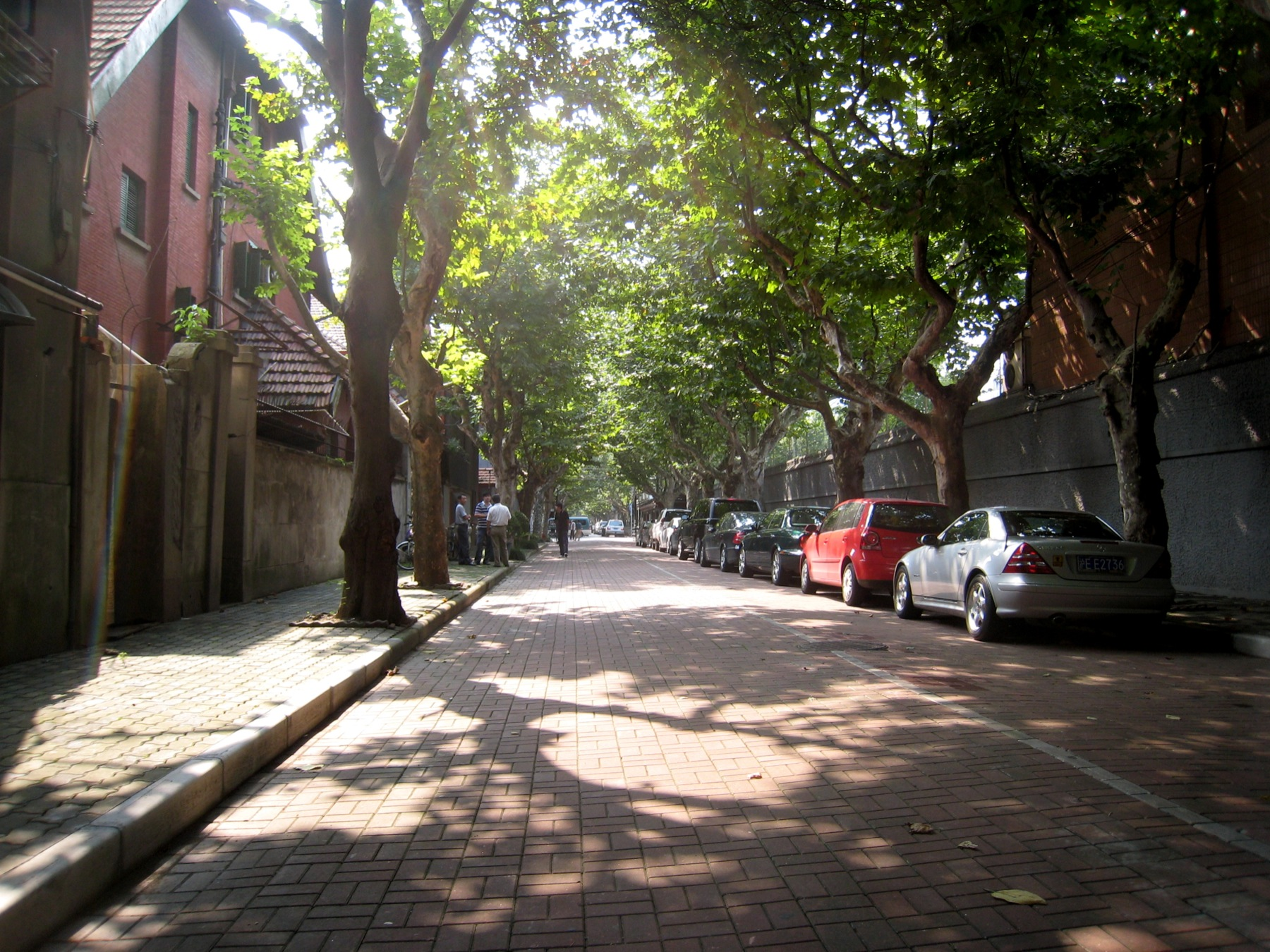
На одній з вулиць Французької концесії

Французька концесія (фр. Concession française de Changhaï, кит.: 上海法租界; піньїнь: Shànghǎi Fǎ Zūjiè; Шанхайська: Zaonhe Fah Tsuka) — територія міста Шанхай, котра з 1849 по 1943 роки перебувала під управлінням Франції. Концесія розташовувалася на території двох сучасних районів Шанхая — Лувань та Сюйхой.

## Історія
Французька концесія була створена 6 квітня 1849 року, коли французький консул у Шанхаї Шарль де Монтені отримав від уряду Шанхая певну територію для Французького сеттелмента.
Кордони концесії були розширені вдвічі в 1900 та 1914 роках. Під час другої світової війни режим Віші відмовився від керуванням концесією і 30 липня 1943 року територія Французької концесії була передана Китайській республіці. Хоча під час війни ця передача не була визнана, проте в 1946 році в китайсько-французькому угоді офіційно була закріплена передача Французької концесії Китаю.

## Управління
Головою концесії був генеральний консул Франції в Шанхаї. Спочатку Франція брала участь в роботі Муніципальної ради, створеної Міжнародним Сеттелментом, але в 1862 році вона вийшла з Ради щоб зберегти незалежність Французької концесії. Після того управлінням займалася Муніципальна адміністративна рада (conseil d'administration municipale). Безпекою в концесії опікувалася Garde Municipale.